# Conciliation
Cet article concerne la procédure. Pour la conciliation des lois entre elles, voir Conciliation (droit).
Le terme de conciliation désigne une pratique amiable de règlement des différends assistée par un tiers, avant toute procédure judiciaire. La conciliation peut être prévue par un accord d'entreprise ou par une convention collective, sinon elle est de nature législative ou réglementaire.
Depuis le 1er janvier 2020, la conciliation fait partie des modes de recours préalables obligatoires, pour les litiges de moins de 5 000 € et les troubles de voisinage, avant d'engager une procédure judiciaire.
Les parties comparaissent devant une commission composée de représentants des employeurs, des salariés et des pouvoirs publics en vue de trouver un accord. À l'issue de la conciliation, un procès-verbal est dressé constatant l'accord ou le désaccord partiel ou total des deux parties.

## Droit par pays

### Canada

#### Québec
En droit québécois, le processus de conciliation est prévu aux articles 54 à 57 du Code du travail.

« 54. À toute phase des négociations, l’une ou l’autre des parties peut demander au ministre de désigner un conciliateur pour les aider à effectuer une entente.
Avis de cette demande doit être donné le même jour à l’autre partie.
Sur réception de cette demande, le ministre doit désigner un conciliate »

Cette disposition énonce que du début jusqu'à la fin, y compris pendant les périodes de grève et de lock-out, une des parties peut demander au ministre du Travail de nommer un conciliateur.
L'article 55 C.t. prévoit que le ministère du travail a l'autorité d'imposer la nomination d'un conciliateur de par son autorité.
L'article 56 C.t. énonce que bien que la conciliation n'est pas obligatoire, la participation à la conciliation est obligatoire une fois que celle-ci a commencé. L'article 57 C.t. dispose que « le conciliateur fait rapport au ministre à la demande de ce dernier ».
En lien avec la conciliation, l'article 93.1 C.t. prévoit que lors de la négociation d'une première convention collective, une partie peut demander l'arbitrage sans le consentement de l'autre partie à la suite d'une conciliation infructueuse.

### France

#### Conciliateur en lien avec le juge d'instance
En matière civile, le conciliateur est en lien avec le juge d'instance.
Les conditions générales de mise en œuvre de l'activité des conciliateurs de justice sont fixées par les circulaires du ministre de la justice des 16 mars 1993, 27 juillet 2006 et 24 janvier 2014 (BOMMJL n° 1011-2 du 28 février 2011).

##### Modalités de désignation
Les conciliateurs de justice sont des bénévoles désignés par ordonnance du premier président de la cour d'appel dans le ressort de laquelle ils vont exercer leurs fonctions, sur proposition du juge d'instance et après avis du procureur général près ladite cour.
L'ordonnance de nomination pour une première période d'un an indique le ou les canton(s) dans le(s)quel(s) le conciliateur exercera sa mission et le tribunal d'instance auprès duquel il devra déposer ses procès-verbaux de conciliation.
À l'issue de cette première période d'un an, le conciliateur peut, à sa demande et sur avis du juge d'instance et du procureur général, être reconduit dans ses fonctions pour une nouvelle période de deux ans, toujours par ordonnance du premier président de la cour d'appel. Cette reconduction est renouvelable pour une durée de deux ans.
Leur statut est fixé par le décret n° 78-381 du 20 mars 1978 modifié par le décret n° 2010-1165 du 1er octobre 2010 et le décret n° 2012-66 du 20 janvier 2012 relatif à la résolution amiable des différends,
Aux termes de l'article 1530 du code de procédure civile : « La médiation et la conciliation conventionnelles régies par le présent titre s'entendent, en application des articles 21 et 21-2 de la loi du 8 février 1995 susmentionnée, de tout processus structuré, par lequel deux ou plusieurs parties tentent de parvenir à un accord, en dehors de toute procédure judiciaire en vue de la résolution amiable de leurs différends, avec l'aide d'un tiers choisi par elles qui accomplit sa mission avec impartialité, compétence et diligence ».

##### Compétence d'attribution
Le conciliateur a pour mission de régler à l'amiable les différends portant sur les droits dont les intéressés ont la libre disposition.
Par conséquent, le conciliateur ne peut en aucun cas traiter des questions qui relèvent :
- de l'ordre public telles que l'état des personnes (i.e : état civil, droit de la famille…) qui sont de la compétence exclusive des tribunaux; droit pénal),
- de l'ordre administratif et non judiciaire, soit les litiges avec l'Administration qui peuvent être soumis au Défenseur des droits (ex Médiateur de la République) après épuisement des voies de recours hiérarchiques et juridictionnels.
- du droit du travail pour les conflits individuels, le droit du travail étant une matière d'ordre public et, d'autre part, une procédure obligatoire de conciliation avant jugement étant instituée devant les conseils de prud'hommes.

Cependant, la Chancellerie est très claire en ce qui concerne les extensions de compétences des conciliateurs de justice Il est dit que rien ne s'oppose à ce qu'un conciliateur soit consulté pour un litige (uniquement extrajudiciaire) lié au droit du travail

##### Saisie du conciliateur
Le conciliateur de Justice peut être saisi :
- soit directement par les parties sans forme particulière pour les conciliations dites "conventionnelles",
- soit par le tribunal d'instance ou la juridiction de proximité, qui lui délègue alors son pouvoir de conciliation en application des dispositions des articles 129-1 et suivants du code de procédure civile.

##### Déroulement de la conciliation
Il est notamment décrit par la circulaire du 16 mars 1993 : « Lorsque les intéressés se trouvent devant lui, le cas échéant accompagnés d'une personne de leur choix, hors la présence de tout public, le conciliateur les écoute successivement et tente par un dialogue approprié de les amener à dégager la solution qui paraîtra la meilleure ».
Les parties présentes devant le conciliateur dans la procédure conventionnelle ont la faculté d'être accompagnées par une personne physique majeure de leur choix devant justifier de son identité.
Les éléments caractérisant la conciliation sont, outre la nécessité de respecter le principe de contradiction, de rechercher un compromis lors de débats confidentiels dans lesquels le conciliateur devra adopter un comportement impartial.
Lorsque le conciliateur est saisi par le juge d'instance, l'accord des parties est nécessaire, recueilli le plus généralement à l'audience du juge.
Dans ce cas, la mission de conciliation ne peut excéder un mois, renouvelable, sur demande du conciliateur, une fois pour la même durée.
À l'issue d'une conciliation réussie, le conciliateur rédige - obligatoirement s'il est saisi par le juge d'instance, facultativement en cas de saisine par les parties sauf en cas de renonciation à un droit - un constat d'accord.
À la différence des conciliations sur saisine directe, dénommées « conventionnelles », les parties à une procédure de conciliation sur délégation judiciaire peuvent être assistées devant le conciliateur de justice par une personne ayant qualité pour le faire devant la juridiction ayant délégué la conciliation (article 129-3 du Code de procédure civile). La liste de ces personnes, pour les procédures devant le tribunal d’instance et la juridiction de proximité, figure à l’article 828 du Code de procédure civile. Les parties peuvent être représentées devant le conciliateur par ces mêmes personnes, à condition que ces dernières aient un mandat exprès à cet effet (y compris les avocats).
Ce constat d'accord, établi en autant d'exemplaires que de parties, est signé par les parties et le conciliateur.
Un exemplaire est transmis au juge d'instance qui y appose la formule exécutoire - obligatoirement s'il a saisi lui-même le conciliateur et facultativement en cas de saisine directe du conciliateur par les parties, ce à la requête de la partie qui demande l'exécution : le constat d'accord acquiert alors valeur de titre exécutoire.
Texte de la formule exécutoire : « En conséquence, la République française mande et ordonne à tous huissiers de justice de mettre, sur ce requis, ledit jugement à exécution, aux procureurs généraux et aux procureurs de la République près les tribunaux de grande instance d'y tenir la main, à tous commandants et officiers de la force publique d'y prêter main-forte lorsqu'ils en seront légalement requis ».

#### Tribunal de commerce
La conciliation est proposée aux entreprises ayant échoué dans leurs négociations. Dans ce cas, le conciliateur est rémunéré par l'entreprise débitrice et ses honoraires sont validés par le président du tribunal concerné.
La procédure de conciliation est accessible devant le tribunal de commerce aux personnes exerçant une activité commerciale ou artisanale qui éprouvent une difficulté juridique, économique ou financière, avérée ou prévisible, et ne se trouvent pas en cessation des paiements depuis plus de quarante-cinq jours.
Elle est applicable, dans les mêmes conditions, devant le tribunal de grande instance aux personnes morales de droit privé et aux personnes physiques exerçant une activité professionnelle indépendante, y compris une profession libérale soumise à un statut législatif ou réglementaire ou dont le titre est protégé.
Le président du tribunal est saisi par une requête du débiteur exposant sa situation économique, sociale et financière, ses besoins de financement ainsi que, le cas échéant, les moyens d'y faire face.
Soit le débiteur propose le nom d'un conciliateur, soit le président du tribunal désigne un conciliateur pour une période n'excédant pas quatre mois. Il peut, par une décision motivée, proroger d'un mois au plus à la demande de ce dernier. Le conciliateur ne peut pas être un conseil déjà rémunéré par l'entreprise, ni un ancien juge (sauf s'il a quitté ses fonctions depuis plus de 5 ans).
Le conciliateur a pour mission de favoriser la conclusion entre le débiteur et ses principaux créanciers ainsi que, le cas échéant, ses cocontractants habituels, d'un accord amiable destiné à mettre fin aux difficultés de l'entreprise . Le conciliateur peut, dans ce but, obtenir du débiteur tout renseignement utile.
La conciliation peut se conclure soit par la constatation, soit par l'homologation par le président du tribunal de commerce ou du tribunal de grande instance d’un protocole d’accord proposé par le conciliateur. Le simple constat est simple et confidentiel, l'homologation renforce, quant à elle, les effets de l'accord de conciliation.
Il existe deux pratiques qui se distinguent à ce stade de la procédure : le mandat ad'hoc et la conciliation.
Le décret n° 2010-1165 du 1er octobre 2010 a étendu aux conciliateurs de justice la faculté d'étre désignés en qualité de concilateurs dans les litiges relevant des tribunaux de commerce hors procédure collective.

#### Affaires matrimoniales
Les parties sont reçues par le juge aux affaires familiales (JAF), d'abord le demandeur puis le défendeur et ensuite les deux époux, assistés de leurs avocats ou de leur avocat commun. La présence des deux époux est indispensable. En France, article 1107 et suivants du NCPC.

#### Conseil de prud'hommes
Paragraphe de l'article, voir : le bureau de conciliation

### Suisse
En droit suisse, la conciliation est une étape de procédure qui peut être obligatoire ou facultative.
La conciliation est prévue tant par le Code de procédure civile que par le Code de procédure pénale.
Le juge conciliateur peut permettre de trouver un accord à l'amiable ou, en cas d'échec, autoriser à procéder.